# Christoph Nicht
Christoph Nicht (* 5. Jänner 1994 in Bruck an der Mur) ist ein österreichischer Fußballtorwart.

## Karriere
Nicht begann seine Vereinskarriere im Jahr 1999 im Nachwuchsbereich des SC Mürzhofen/Allerheiligen. Nach einem Jahr beim SV St. Marein/St. Lorenzen ging er 2009 zur Kapfenberger SV. Sein Profidebüt gab er am 17. Spieltag 2012/13 im Spiel gegen den SV Grödig.
Nach der Saison 2016/17 verließ er Kapfenberg. Im September 2017 wechselte er nach Malta zu den Naxxar Lions. Mit dem Verein stieg er zu Saisonende aus der Maltese Premier League ab.
Im August 2018 kehrte er nach Österreich zurück und schloss sich dem Zweitligisten SK Austria Klagenfurt an. Im Jänner 2020 wechselte er zum Ligakonkurrenten Grazer AK. Ende Mai 2023 einigte er sich mit den Grazern auf eine Vertragsverlängerung um zwei weitere Spielzeiten.

## Trainerkarriere
In der Saison 2015/16 war Nicht Torwarttrainer beim SV Thörl.